# 진베이 (상표)
진베이(영어: Jinbei, 중국어: 金杯, 병음: Jīnbēi)는 화천자동차 (51%)와 르노 (49%)의 합작 투자사인 르노 브릴리언스 진베이 오토모티브가 소유한 중국의 자동차 브랜드이다.
2017년 12월 설립되었으며 본사는 중국 랴오닝성 선양시에 있다.

## 갤러리

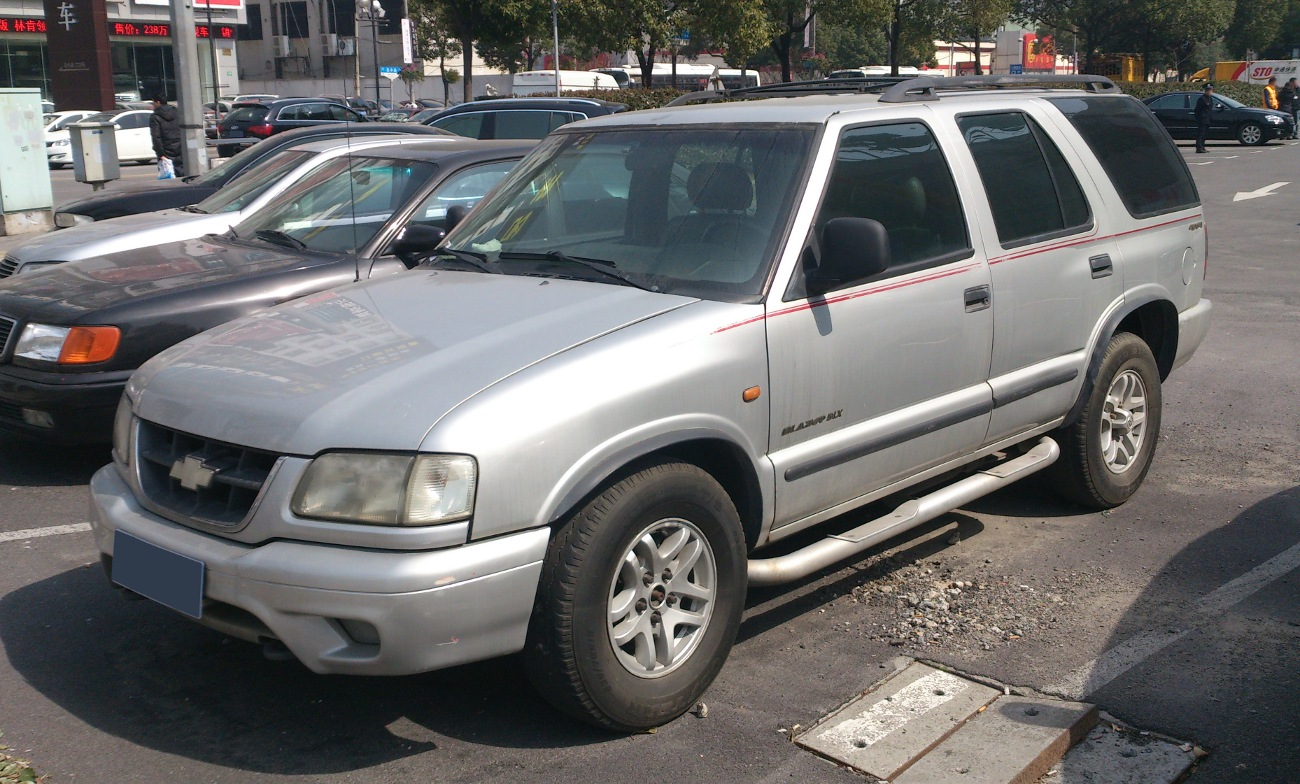
진베이-GM 쉐보레 블레이저
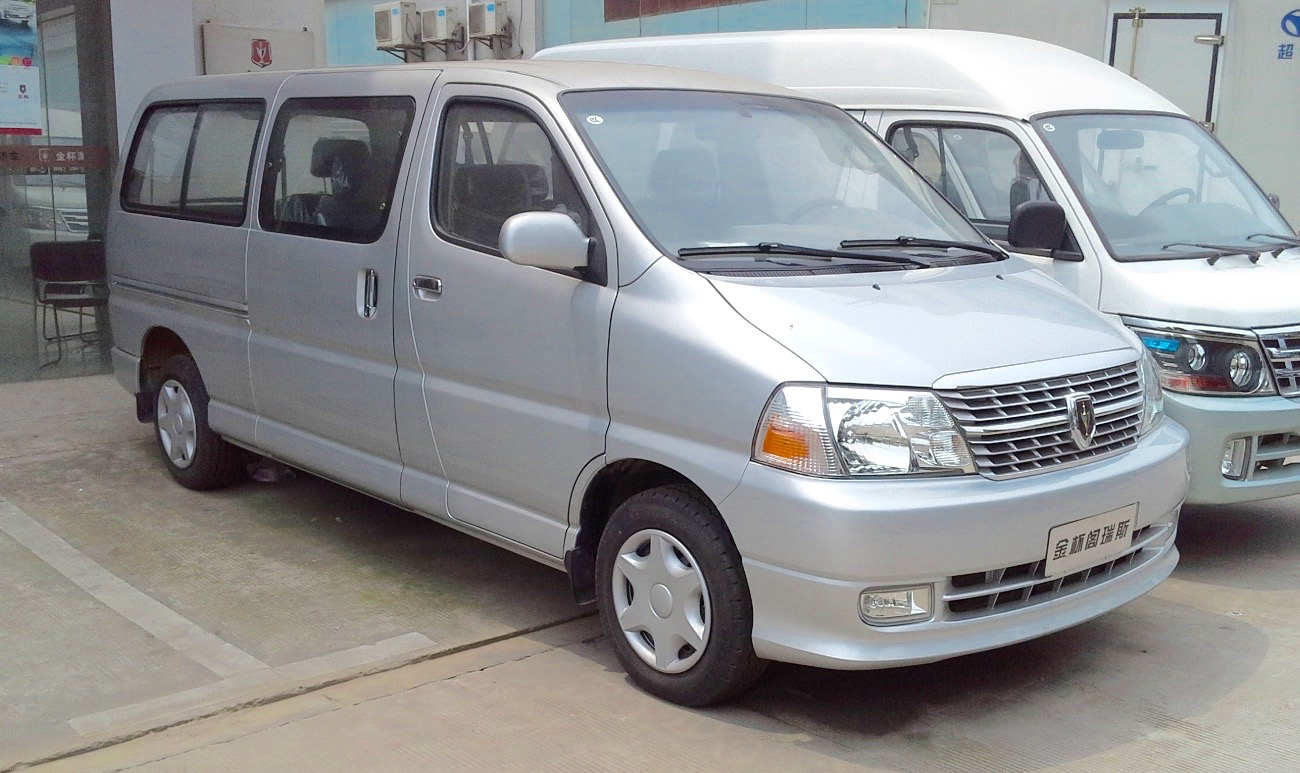
Jinbei Granse
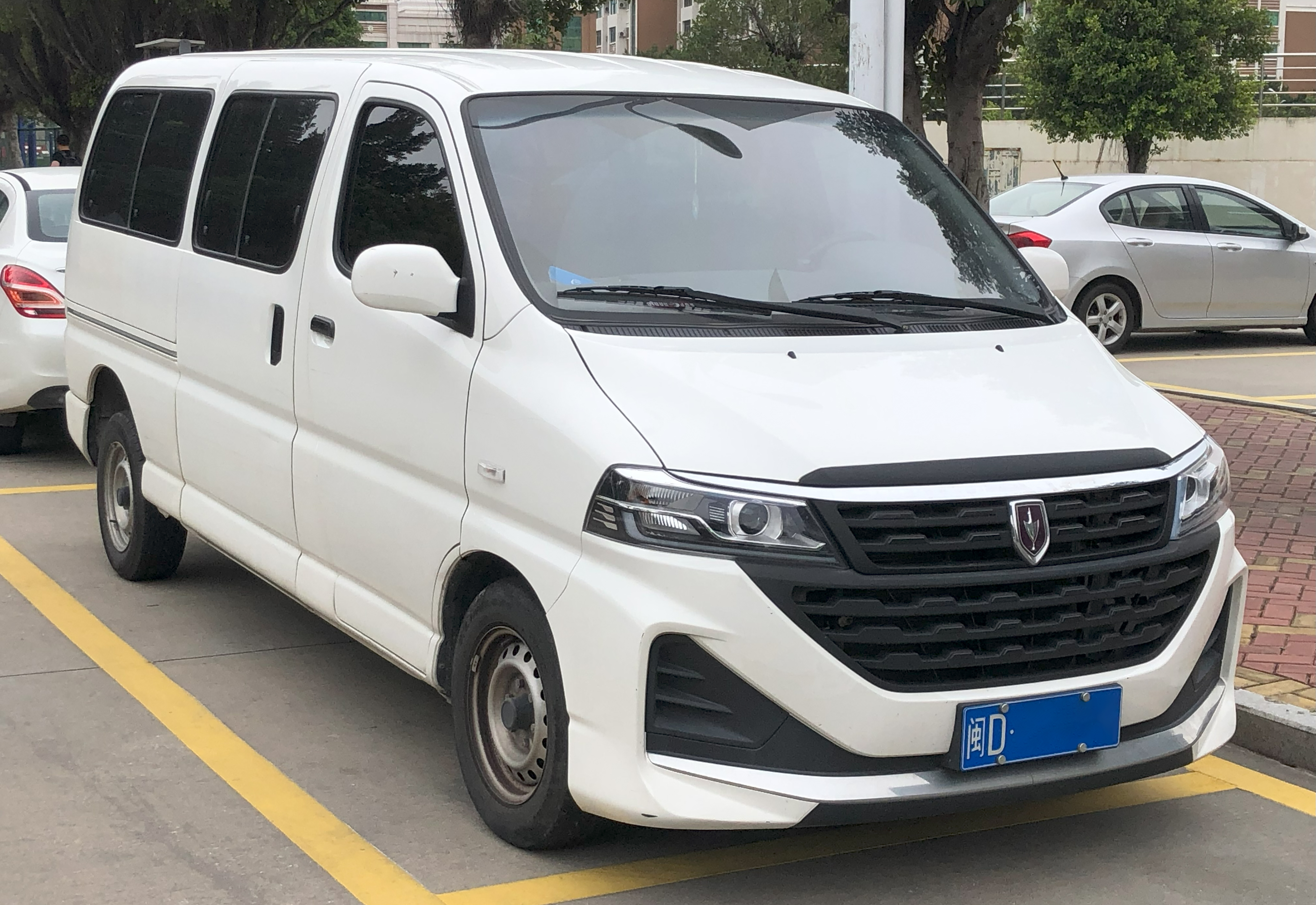
Jinbei Haise King
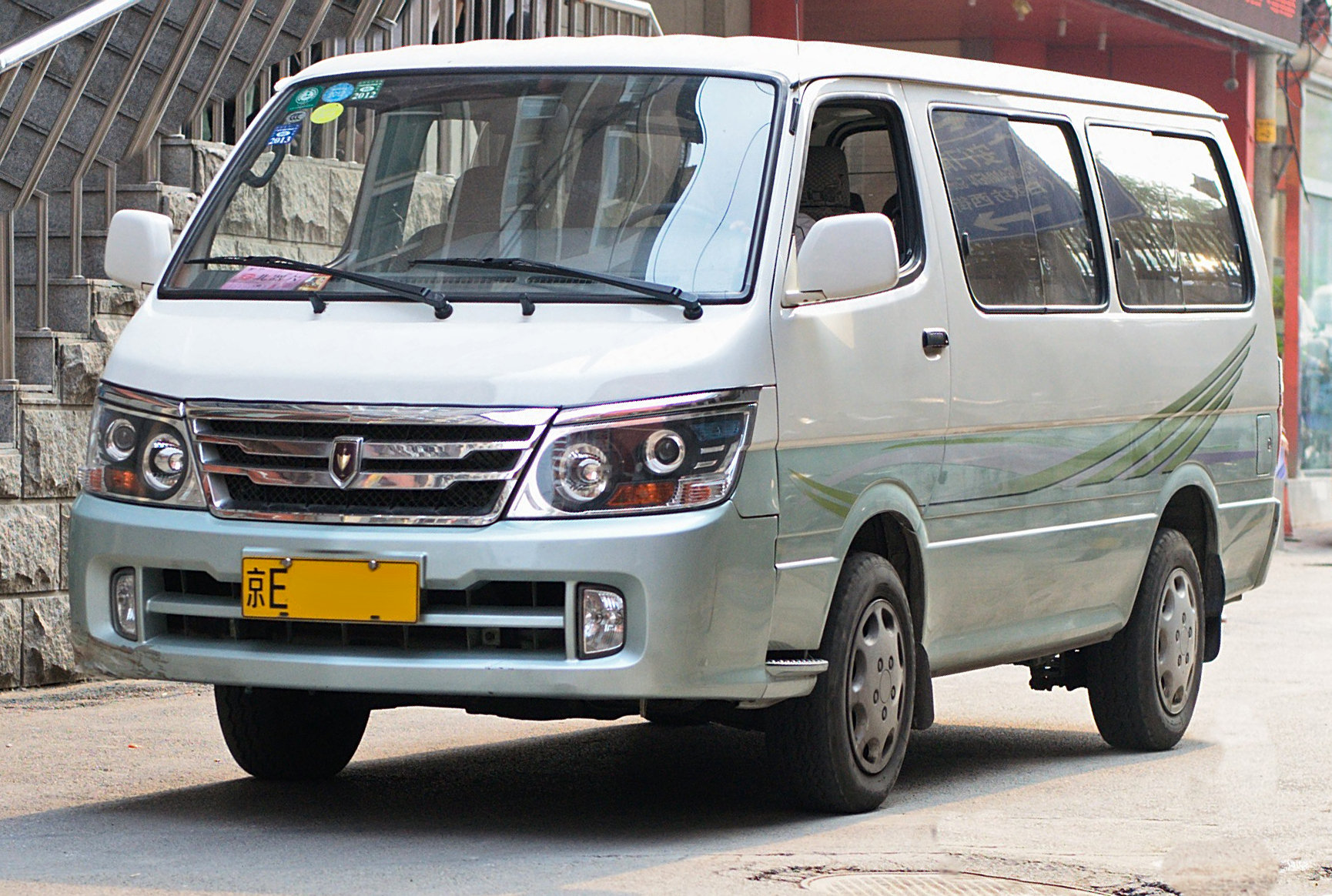
Jinbei Haise
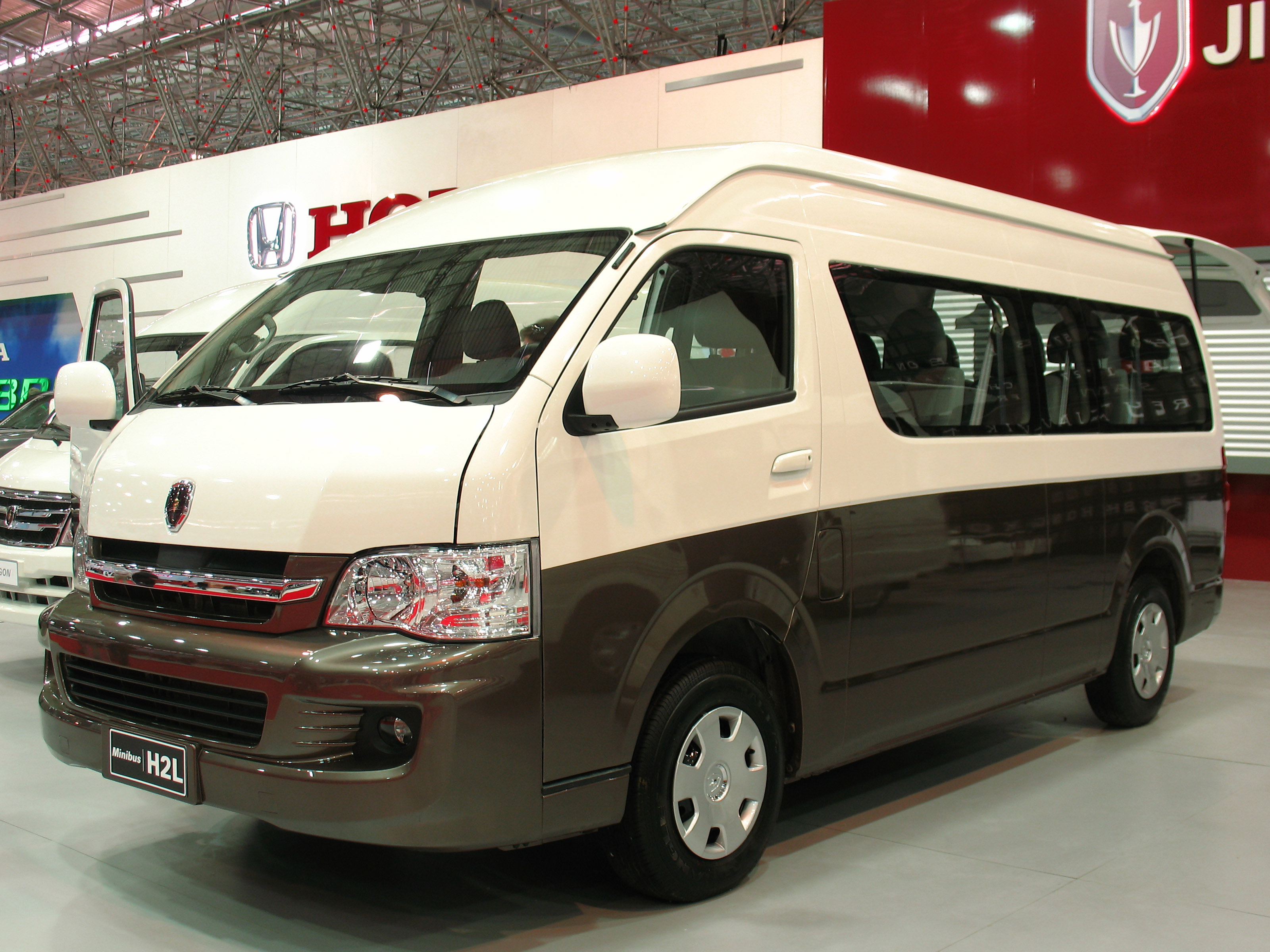
진베이 H2L
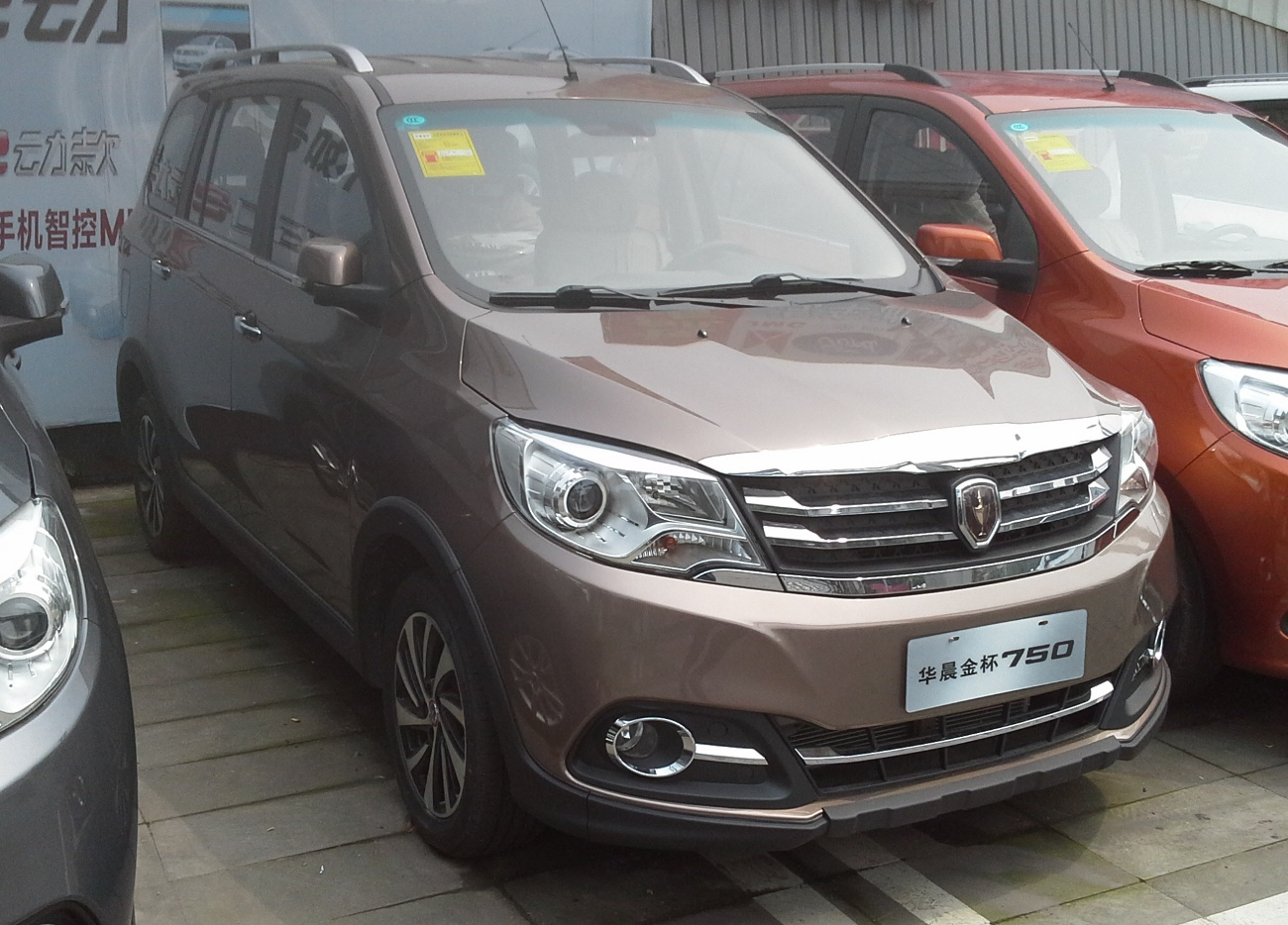
진베이 750
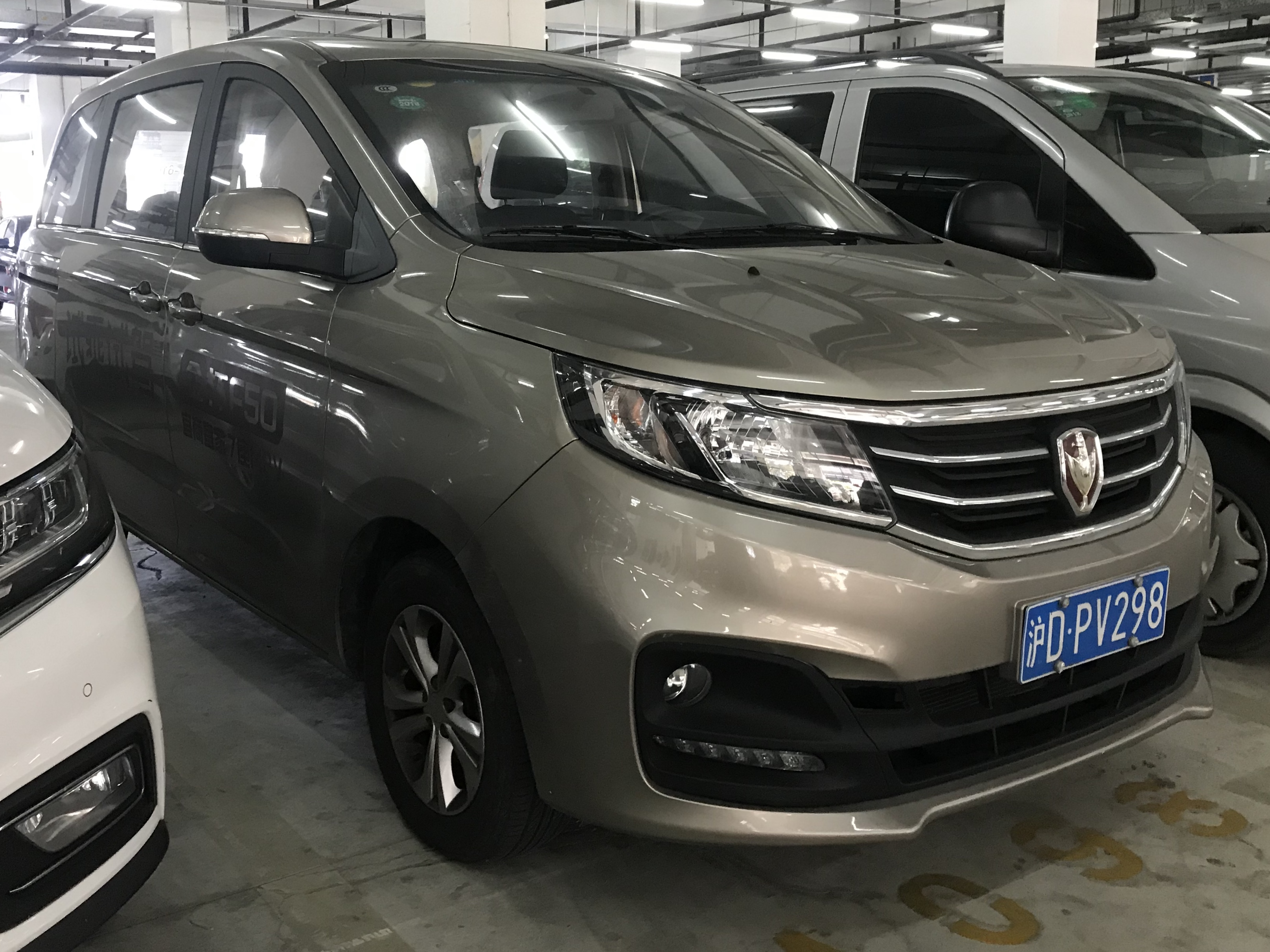
진베이 F50
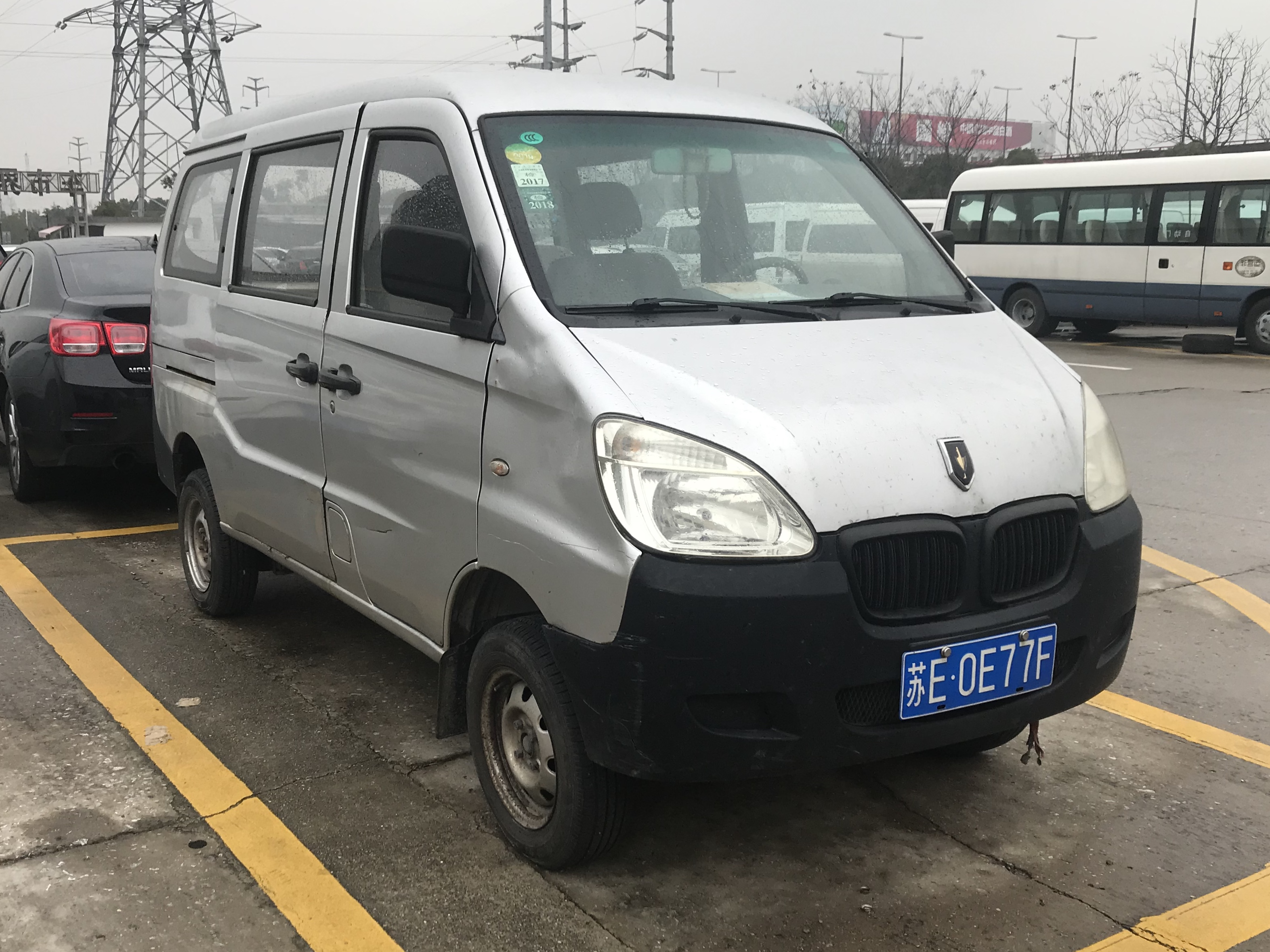
Jinbei Haixing A9
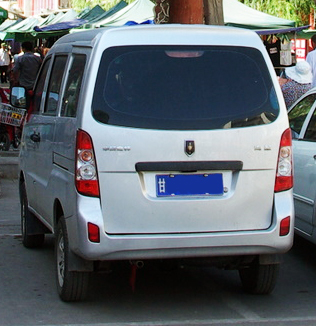
Jinbei Haixing (rear view)
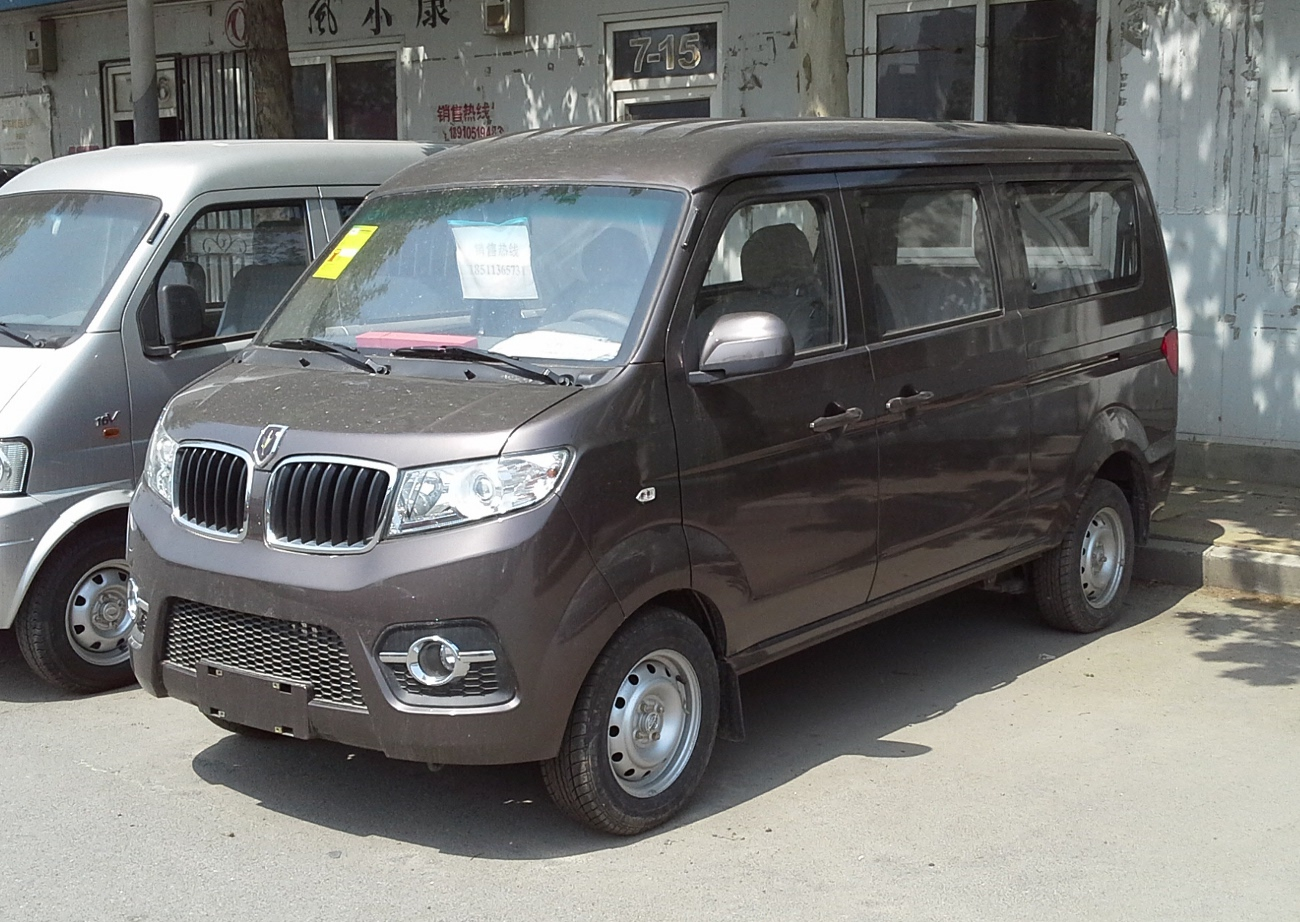
Jinbei Haixing X30
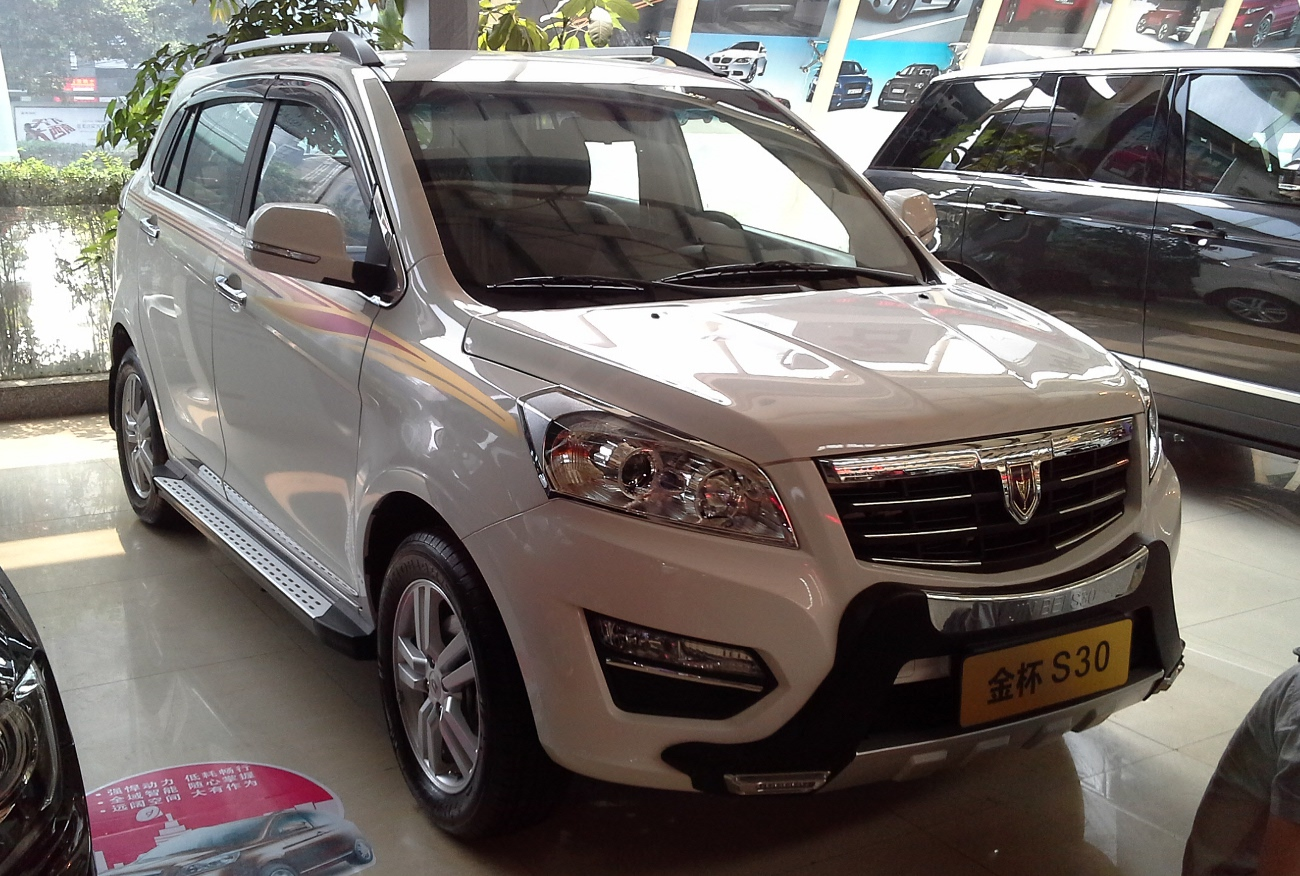
Jinbei S30
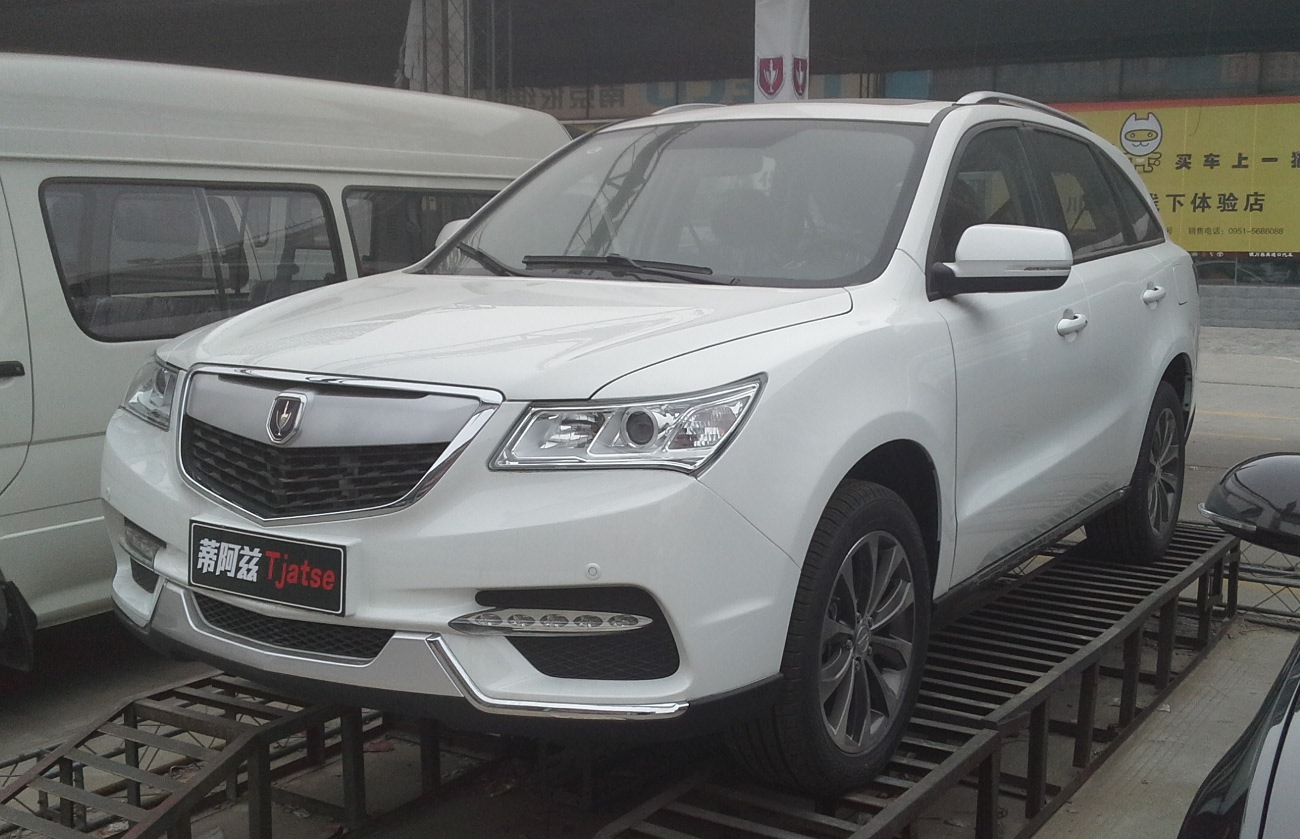
Jinbei Tjatse S70